# 星めぐり (豊川誕の曲)
「星めぐり」（ほしめぐり）は、1975年7月21日にCBS・ソニー（現：ソニー・ミュージックレーベルズ）から発売された豊川誕の2枚目のシングルである。

## 概要
当初は『バラの気持』がA面の予定だったが、豊川がメリー喜多川に「『星めぐり』をA面にした方がいい」と提案したことで変更された。 そして、豊川のシングルの中で最もヒットした曲となった。 両面とも作曲は平尾昌晃。

## 収録曲
- 両曲、作詞:安井かずみ、作曲:平尾昌晃、編曲:森岡賢一郎

1. 星めぐり [3:01]
2. バラの気持 [2:59]